# Saison 2019-2020 du Clermont Foot 63
Maillots
Chronologie
Saison précédente Saison suivante
La saison 2019-2020 du Clermont Foot 63 évoluant en Ligue 2. Le club poursuit sa douzième année consécutive au deuxième échelon du football français.  
L'équipe première est entraînée par Pascal Gastien depuis deux saisons et présidé par Ahmet Schaefer.
À la suite de la Pandémie de Covid-19, le championnat de Ligue 2 est suspendu le 13 mars 2020.
Il est par la suite arrêté le 30 avril 2020 par la Ligue de Football Professionnel.

## Compétitions

### Championnat

#### Classement
| Rang | Équipe           | Pts | J  | G  | N  | P | Bp | Bc | Diff |
| ---- | ---------------- | --- | -- | -- | -- | - | -- | -- | ---- |
| 3    | AC Ajaccio       | 52  | 28 | 15 | 7  | 6 | 38 | 22 | +16  |
| 4    | ESTAC Troyes     | 51  | 28 | 16 | 3  | 9 | 34 | 25 | +9   |
| 5    | Clermont Foot 63 | 50  | 28 | 14 | 8  | 6 | 35 | 25 | +10  |
| 6    | Le Havre AC      | 44  | 28 | 11 | 11 | 6 | 38 | 25 | +13  |
| 7    | Valenciennes FC  | 42  | 28 | 11 | 9  | 8 | 24 | 20 | +4   |

#### Évolution du classement et des résultats
| Journée   | 01 | 02 | 03 | 04  | 05 | 06 | 07 | 08 | 09 | 10  | 11  | 12 | 13  | 14 | 15 | 16 | 17 | 18 | 19 | 20 | 21 | 22 | 23 | 24 | 25 | 26 | 27 | 28 | 29 | 30 | 31 | 32 | 33 | 34 | 35 | 36 | 37 | 38 |
| --------- | -- | -- | -- | --- | -- | -- | -- | -- | -- | --- | --- | -- | --- | -- | -- | -- | -- | -- | -- | -- | -- | -- | -- | -- | -- | -- | -- | -- | -- | -- | -- | -- | -- | -- | -- | -- | -- | -- |
| Résultats | V  | V  | N  | V   | N  | D  | D  | V  | N  | D   | D   | V  | D   | V  | N  | V  | N  | V  | N  | V  | N  | V  | N  | V  | V  | D  | V  | V  |    |    |    |    |    |    |    |    |    |    |
| Place     | 2e | 2e | 2e | 1er | 3e | 5e | 8e | 5e | 7e | 10e | 13e | 9e | 11e | 6e | 7e | 7e | 7e | 5e | 6e | 5e | 6e | 5e | 4e | 4e | 4e | 5e | 5e | 5e |    |    |    |    |    |    |    |    |    |    |